# Partia Demokracia Sociale e Shqiperise
Partia Demokracia Sociale e Shqiperise (Albaniens Socialdemokrati) er et socialdemokratisk politisk parti i Albanien. Partiet har 2 sæder i parlamentet, efter parlamentsvalget i 2005
| Politisk parti | Spire Denne artikel om et politisk parti eller gruppe er en spire som bør udbygges. Du er velkommen til at hjælpe Wikipedia ved at udvide den. |